# تقطیر

نمایش آزمایشگاهی تقطیر: ۱: منبع گرما ۲: فلاسک ته گرد ۳: سرلوله دستگاه تقطیر
۴: دماسنج / دمای نقطه جوش ۵: کندانسور ۶: ورود آب خنک‌کننده ۷: خروجی آب خنک‌کننده ۸: تقطیر / فلاسک دریافت ۹: خلاء / ورودی گاز ۱۰: ورودی دستگاه تقطیر ۱۱: کنترل گرما ۱۲: کنترل سرعت همزن ۱۳: همزن / صفحهٔ گرم‌کنند ۱۴:حوضچه گرمایش (روغن / شن و ماسه) ۱۵: نیاز به هم زدن. (دیده می‌شود)، با تراشهٔ جوش سنگ یا همزن مکانیکی ۱۶: حوضچه خنک‌کننده. of distillation:.

تَقطیر یا واچکانش (به انگلیسی: Distillation) یکی از مهم‌ترین و متداول‌ترین روش‌های جداسازی است و اساس آن بر توزیع اجزا بین دو فاز مایع و گاز بنیان گذاشته شده‌است. تقطیر یکی از متداول‌ترین راه‌های جداسازی مواد از یکدیگر به علت تفاوت نقطه جوش است.
تقطیر یک فرایند فیزیکی برای جداسازی اجسام با دمای جوش متفاوت است. برای پی بردن به این که فرایند تقطیر چگونه انجام می‌گیرد به رفتار محلول‌ها هنگام جوشیدن و متراکم شدن می‌توان توجه کرد. محلول‌هایی با نسبت‌های متفاوت از دو ماده را در دمای جوش با بخار خود به تعادل درمی‌آیند. سپس ترکیب فاز مایع و فاز بخار اندازه‌گیری و نمودار تغییر درصد مولی هر یک از فاز مایع و فاز بخار را در دماهای مختلف می‌توان رسم کرد. مختصات y هر نقطه بر روی منحنی نمایانگر دمای جوش محلولی است که ترکیب درصدآن با مختصات x دراین نقطه داده می‌شود.
در آزمایشگاه برای جداسازی مایعات فرار، اغلب از دستگاه تقطیر جزء به جزء استفاده می‌شود. یک ستون تقطیر یا جداسازی شامل یک استوانه عمودی حاوی دسته‌ای از بشقابک‌ها، یا حلقه‌های فولادی زنگ‌نزن، گلوله‌های شیشه‌ای یا تکه‌های سرامیک می‌باشد؛ که این مواد دارای سطح ویژه گسترده‌ای بوده و تماس خوبی را بین مایع - بخار در طول واحد تقطیر ممکن می‌سازند. در بالای ستون یک مبرد و در پایین آن یک واحد تبخیر کننده به نام بازجوشان (reboiler) قرار دارد. بالای ستون چون از منبع گرمایش دورتر است سردتر از پایین ستون می‌باشد و ترکیب درصد مایع و بخار در حال تعادل در بالای ستون با ترکیب درصد مایع و بخار در حال تعادل در پایین ستون می‌باشد؛ بنابراین در بالای ستون درصد ماده‌ای که دمای جوش کمتری دارد بیشتراست. در صنعت برای تقطیر در مقیاس تجارتی و جداسازی مخلوط چند ماده از برج تقطیر جزء به جزء مانند آنچه که دراینجا ملاحظه می‌نمایید استفاده می‌شود. در هر طبقه از برج از بشقابی حبابی مانند () به کار رفته‌است. با اجرای مراحل گوناگون تقطیر نفت خام به فراورده‌های سودمندی تفکیک می‌شود؛ و بر مبنای دمای جوش خود از ترازهای مختلف برج خارج می‌شود.

## تقطیر، روشی جهت استخراج اسانس از گیاهان دارویی و معطر
فرایند تقطیر نوعی روش استخراج اسانس است که قدمت طولانی داشته و در آن، مایع به ترکیباتی که نقطه جوش متفاوت دارند تقسیم می‌شود. تکنولوژی تقطیر نسبتاً ساده بوده و قابل استفاده در مناطق روستایی نیز می‌باشد. تقطیر با آب قدیمی‌ترین و ارزان‌ترین روش تقطیر است که طراحی و ساخت آن ساده و کم هزینه می‌باشد. این روش به‌طور عمومی برای استخراج اسانس از مواد خشک یا پودر شده گیاهی (مانند ادویه‌های پودر شده، مواد چوبی پودر شده مانند پوست درخت دارچین)، گل‌هایی مانند گل محمدی و اندام‌هایی که بسیار سخت و محکم هستند
مانند: ریشه‌ها، چوب‌ها و میوه‌های فندقه استفاده می‌شود.
به عمل تبخیر و میعان متوالی تقطیر گویند؛ یعنی در این فرایند مایعات ابتدا به بخار تبدیل شده و پس از فرایندی بخار سرد و به مایع تبدیل می‌گردد. طی این فرایند بخارات حاصل از گرما تحت تأثیر سرما تبدیل به قطرات مایع می‌گردد و با جمع‌آوری این قطرات که از میعانات پشت سرهم حاصل می‌گردد؛ موادی خالص و مقطر به دست می‌آید. معمولاً با عمل تقطیر می‌توان ترکیب مختلف معطر را بدون تغییر از گیاه خارج کرد. اسانس‌ها معمولاً با عمل تقطیر شامل ترکیبات مختلفی هستند ولی یک یا چند ترکیب عامل اصلی بوی اسانس محسوب می‌شود.

## اجزای یک سیستم تقطیر ساده
به‌طور کلی یک سیستم تقطیر ساده دارای چهار بخش است: مشعل (به عنوان منبع گرما)، مخزن تقطیر، مبرّد و قسمت جداکنندهٔ اسانس

## انواع روش‌های تقطیر
1. تقطیر در فشار محیط[۶]: در این روش، فرایند تقطیر در فشار محیط صورت می‌گیرد.
2. تقطیر با بخار آب[۷]: وقتی که تقطیر در مجاورت بخار ماده مخلوط نشدنی و باویسکوزیته بالا صورت می‌گیرد. فشار بخار یکی تحت تأثیر دیگری قرار نگرفته و مخلوط در دمایی که مجموع فشارهای جزئی آن‌ها برابر فشار محیط گردد تقطیر می‌شود. دو نوع تقطیر با بخار آب داریم ۱-روش مستقیم ۲-تقطیر با بخار زنده
3. تقطیر در خلاء: در این روش فرایند تقطیر در خلاء (در فشار ۴۰ میلی‌متر جیوه) صورت می‌گیرد.
4. تقطیر در خلاء و بخار: این روش با انتقال گرما توسط بخار آب و با استفاده هم‌زمان از پمپ خلأ جهت کاهش فشار کلی صورت می‌گیرد. به‌طور کلی این روش دارای اشکالاتی بوده و از آن زیاد استفاده نمی‌شود.
5. تقطیر در فشار: این روش برعکس تقطیر در خلأ بوده و باعث می‌شود که فرایند تقطیر در دمای بیشتری نسبت به آن در فشار محیط صورت گیرد و دمای بالاتر باعث گسسته شدن مولکول‌های نفت گردیده و ترکیب آن‌ها را تغییر می‌دهد.

روش‌های جدید تقطیر: این روش‌ها شامل یک یا دو مرحله تقطیر در فشار محیط بوده که توسط تقطیر با بخار همراه می‌شود.

## انواع تقطیر از نظر اجزا
1. تقطیر دو جزئی
2. تقطیر چند جزئی

### تقطیر دو جزئی [۳]
1. تقطیر تعادلی
2. تقطیر جزئی
3. تقطیر مداوم

### تقطیر چند جزئی [۲]
روش‌های میانبر (Short Cut Method)
1. روش فنسکی
2. روش آندروود
3. روش گیلیلان
4. روش براون و مارتین
5. روش ادولج
6. روش ادمیستر
7. روش تخمینی سینی به سینی
8. روش اسمیت
9. روش لویس- ماتسون
10. روش ترسیمی هنگستیبک
11. روش تیلی- گدس
12. روش وینکل و تاد

روش‌های دقیق (Exact Solution)
1. MESF
2. روش همگرایی تتا
3. روش همگرایی تتا برای برج‌های پیچیده
4. روش همگرایی تتا برای برج‌های تقطیر آزئوتروپی و استخراجی

## تقطیر مداوم
امروزه به‌علت اقتصادی بودن مداوم در تمام عملیات پالایش نفت از این روش استفاده می‌شود. در تقطیر مداوم برای یک نوع خوراک مشخص و برش‌های تعیین شده شرایط عملیاتی ثابت بکار گرفته می‌شود. بعلت ثابت بودن شرایط عملیاتی در مقایسه با تقطیر نوبتی به مراقبت و نیروی انسانی کمتری احتیاج است. با استفاده از تقطیر مداوم در پالایشگاه‌ها مواد زیر تولید می‌شود:
گاز اتان و متان به‌عنوان سوخت پالایشگاه، گاز پروپان و بوتان به‌عنوان گاز مایع و خوراک واحدهای پتروشیمی، بنزین موتور و نفت‌های سنگین به‌عنوان خوراک واحدهای تبدیل کاتالیستی برای تهیه بنزین با درجه آروماتیسیته بالاتر، حلال‌ها، نفت سفید، سوخت جت سبک و سنگین، نفت گاز، خوراک واحدهای هیدروکراکینگ و واحدهای روغن‌سازی، نفت کوره و انواع آسفالتها.

## تقطیر جزء به جزء
برای تفکیک برش‌های متشکله نفت خام عملیات فیزیک و شیمیایی چندی بر روی آن به عمل می‌آورند تا فراورده‌های مورد نیاز جامعه امروزی را تولید نمایند. از مهم‌ترین آن‌ها تقطیر جز به جز نفت و استخراج [۴] می‌باشد. تقطیر جز به جز عبارت است از یکسری تبخیر و تبرید که در سینی‌های یک برج استوانه‌ای صورت می‌گیرد. مایعات خالص در فشار محیط در دمایی به جوش می‌آیند که در آن دما فشار بخار آن برابر فشار محیط گردد. مایعات مخلوط در حدود دمایی که حاصل جمع فشارهای جزئی عوامل تشکیل دهنده آن‌ها برابر فشار محیط گردد به جوش می‌آید.
در نقطه جوش فازهای بخار و مایع در حال تعادل می‌باشند. چنانچه فشار کاهش یابد تبخیر صورت می‌گیرد و در حالت معکوس تبرید اتفاق می‌افتد. از فشار بخار برای محاسبه ترکیب گازهای مخلوط در حالت تعادل استفاده می‌شود. وقتی که اجزا تشکیل دهنده یک محلول در برج تقطیر به‌طور دائم جدا می‌شوند بخارهایی که به سمت بالا حرکت می‌کند ترکیبات فرارتر مایع برگشت‌کننده به سمت پایین سرازیر است برخورد کرده و غلیظ‌تر می‌شود.